# العلاقات الصومالية الجنوب سودانية
العلاقات الصومالية الجنوب سودانية هي العلاقات الثنائية التي تجمع بين الصومال وجنوب السودان.

## مقارنة بين البلدين
هذه مقارنة عامة ومرجعية للدولتين:
| وجه المقارنة                                              | الصومال                        | جنوب السودان                  |
| --------------------------------------------------------- | ------------------------------ | ----------------------------- |
| المساحة (كم2)                                             | 637.66 ألف                     | 619.75 ألف                    |
| عدد السكان (نسمة)                                         | 14.74 مليون                    | 12.58 مليون                   |
| الكثافة السكانية (ن./كم²)                                 | 23.12                          | 20.3                          |
| العاصمة                                                   | مقديشو                         | جوبا                          |
| اللغة الرسمية                                             | اللغة الصومالية، اللغة العربية | لغة إنجليزية                  |
| العملة                                                    | شلن صومالي                     | جنيه جنوب سوداني، جنيه سوداني |
| الناتج المحلي الإجمالي (بليون دولار)                      | 7.37 مليار                     | 2.90 مليار                    |
| الناتج المحلي الإجمالي (تعادل القوة الشرائية) بليون دولار |                                | 22.88 مليار                   |
| الناتج المحلي الإجمالي الاسمي للفرد دولار أمريكي          | 549                            | 73                            |
| الناتج المحلي الإجمالي للفرد دولار أمريكي                 |                                | 2.02 ألف                      |
| مؤشر التنمية البشرية                                      |                                | 0.467                         |
| رمز المكالمات الدولي                                      | +252                           | +211                          |
| رمز الإنترنت                                              | .so                            | .ss                           |
| المنطقة الزمنية                                           | ت ع م+03:00                    | ت ع م+03:00                   |

## منظمات دولية مشتركة
يشترك البلدان في عضوية مجموعة من المنظمات الدولية، منها:
| علم المنظمة | اسم المنظمة                               | تاريخ انضمام الصومال | تاريخ انضمام جنوب السودان |
| ----------- | ----------------------------------------- | -------------------- | ------------------------- |
|             | مؤسسة التنمية الدولية                     | 31 أغسطس 1962        | 18 أبريل 2012             |
|             | يونسكو                                    | 15 نوفمبر 1960       | 27 أكتوبر 2011            |
|             | الأمم المتحدة                             | 20 سبتمبر 1960       | 14 يوليو 2011             |
|             | الاتحاد البريدي العالمي                   | ?                    | ?                         |
|             | البنك الدولي للإنشاء والتعمير             | 31 أغسطس 1962        | 18 أبريل 2012             |
|             | الاتحاد الدولي للاتصالات                  | 28 سبتمبر 1962       | 3 أكتوبر 2011             |
|             | مؤسسة التمويل الدولية                     | 31 أغسطس 1962        | 18 أبريل 2012             |
|             | المركز الدولي لتسوية المنازعات الاستشارية | 30 مارس 1968         | 18 مايو 2012              |
|             | منظمة الشرطة الجنائية الدولية             | ?                    | ?                         |
|             | الاتحاد الأفريقي                          | ?                    | ?                         |
|             | البنك الإفريقي للتنمية                    | ?                    | ?                         |

## وصلات خارجية
- موقع وزارة الخارجية الصومالية
- موقع وزارة الخارجية الجنوب سودانية